# Daredevil (serie televisiva)
Marvel's Daredevil, nota semplicemente come Daredevil, è una serie televisiva statunitense ideata da Drew Goddard e basata sull'omonimo personaggio dei fumetti Marvel Comics. La serie è ambientata nel Marvel Cinematic Universe (MCU), ed è il primo di una serie di show che conducono al crossover The Defenders. La serie è prodotta dalla Marvel Television in associazione con ABC Studios e Goddard Textiles e con DeKnight Productions per la prima stagione. Steven S. DeKnight è lo showrunner della prima stagione, sostituito da Doug Petrie e Marco Ramirez per la seconda stagione; Goddard ha il ruolo di consulente creativo.
Charlie Cox interpreta il protagonista Matt Murdock, un avvocato cieco che di notte combatte il crimine nei panni di Daredevil. Il cast principale comprende inoltre Deborah Ann Woll, Elden Henson e Rosario Dawson, Toby Leonard Moore, Vondie Curtis-Hall, Bob Gunton, Ayelet Zurer e Vincent D'Onofrio nella prima stagione e Jon Bernthal, Élodie Yung e Stephen Rider nella seconda. La serie è girata a New York.
La prima stagione di Daredevil è stata distribuita il 10 aprile 2015. Il 21 aprile 2015 Marvel e Netflix hanno rinnovato la serie per una seconda stagione, che è stata distribuita il 18 marzo 2016. Nel luglio 2016 la serie è stata rinnovata per una terza stagione che è stata poi distribuita il 19 ottobre 2018. Una serie spin-off, The Punisher, è stata ordinata nell'aprile 2016 (distribuita il 17 novembre 2017). 
Dal 2021, Cox e D'Onofrio riprendono i loro ruoli nei prodotti del Marvel Cinematic Universe prodotti dai Marvel Studios, tra cui Daredevil - Rinascita, una serie pubblicata su Disney+ il 4 marzo 2025, annunciata al San Diego Comic-Con International 2022, e sequel diretto della serie originale.

## Trama
Hell's Kitchen. L'avvocato Matt Murdock, dopo aver perso la vista da bambino a causa di un incidente radioattivo, sviluppa dei sensi sovrumani e li utilizza per combattere il crimine per le strade della sua città nei panni del supereroe Daredevil.

### Prima stagione
Matt affronta il potente signore del crimine Wilson Fisk, alias Kingpin, impegnato nella sua opera di riqualificazione del quartiere in combutta con vari esponenti della malavita della città.

### Seconda stagione
Matt continua a cercare di gestire la sua doppia vita come avvocato e supereroe; il suo cammino lo porta ad incrociarsi con il freddo, violento e spietato vigilante Frank Castle, alias The Punisher, e con la sua vecchia fiamma Elektra insieme alla quale affronta un'antica e potente setta ninja, la Mano.

### Terza stagione
Daredevil dovrà affrontare ancora Wilson Fisk, che prova a risalire la china e ricostruire il suo regno criminale, aiutato da Benjamin "Dex" Poindexter, un ambiguo agente dell'FBI dotato di una mira straordinaria, che si rivelerà un pericoloso psicopatico.

## Episodi
| Stagione         | Episodi | Pubblicazione |
| ---------------- | ------- | ------------- |
| Prima stagione   | 13      | 2015          |
| Seconda stagione | 13      | 2016          |
| Terza stagione   | 13      | 2018          |

## Personaggi e interpreti
- Matt Murdock / Daredevil (stagione 1-3), interpretato da Charlie Cox, doppiato da Francesco Pezzulli.
- Karen Page (stagione 1-3), interpretata da Deborah Ann Woll, doppiata da Eleonora Reti.
- Foggy Nelson (stagione 1-3), interpretato da Elden Henson, doppiato da Luigi Morville.
- Claire Temple (stagioni 1-2), interpretata da Rosario Dawson, doppiata da Francesca Fiorentini.
- James Wesley (stagione 1), interpretato da Toby Leonard Moore, doppiato da Carlo Scipioni.
- Ben Urich (stagione 1), interpretato da Vondie Curtis-Hall, doppiato da Massimo Lopez.
- Leland Owlsley (stagione 1), interpretato da Bob Gunton, doppiato da Ambrogio Colombo.
- Vanessa Marianna (stagione 1, guest star stagione 3), interpretata da Ayelet Zurer, doppiata da Claudia Razzi.
- Wilson Fisk / Kingpin (stagione 1-3), interpretato da Vincent D'Onofrio, doppiato da Luca Ward.
- Frank Castle / The Punisher (stagione 2), interpretato da Jon Bernthal, doppiato da Simone D'Andrea.
- Elektra Natchios (stagione 2) interpretata da Élodie Yung, doppiata da Monica Vulcano.
- Blake Tower (stagione 2-3), interpretato da Stephen Rider, doppiato da Andrea Lopez.
- Suor Maggie (stagione 3), interpretata da Joanne Whalley doppiata da Roberta Paladini.
- Benjamin "Dex" Poindexter / Bullseye (stagione 3), interpretato da Wilson Bethel doppiato da Stefano Crescentini.[6]
- Rahul "Ray" Nadeem (stagione 3), interpretato da Jay Ali, doppiato da Gianfranco Miranda.[7]

## Produzione

### Sviluppo

Logo della serie

Il 10 ottobre 2012 i diritti cinematografici di Devil passarono dalla 20th Century Fox ai Marvel Studios, permettendo così al personaggio di essere usato all'interno del Marvel Cinematic Universe. Nell'ottobre 2013 Deadline rivelò che la Marvel era al lavoro su quattro serie televisive e una miniserie (per un totale di 60 episodi) da realizzare con un servizio di video on demand o un fornitore di prodotti via cavo, con Netflix, Amazon e WGN America interessati al progetto. Alcune settimane dopo, la Marvel e la Disney annunciarono di aver concluso un accordo con Netflix per trasmettere delle serie televisive su Daredevil, Jessica Jones, Pugno d'acciaio e Luke Cage e una miniserie sui Difensori.
Drew Goddard venne assunto come produttore esecutivo e showrunner di Daredevil e per scrivere e dirigere il primo episodio. Nel maggio 2014 Goddard lasciò il suo ruolo di showrunner per concentrarsi sulla regia di Sinister Six per la Sony. Al suo posto venne chiamato Steven S. DeKnight. Goddard, che ha scritto anche i primi due episodi, è rimasto come consulente e produttore esecutivo. Venne infine annunciato che il titolo ufficiale della serie sarebbe stato Marvel's Daredevil e che la prima stagione si sarebbe composta di 13 episodi di un'ora.
A una domanda riguardo al futuro della serie dopo la prima stagione, DeKnight ha affermato: "Non ne ho proprio idea. È complicato per il fatto che [Daredevil] è parte di un piano più grande - Jessica Jones, Luke Cage, Iron Fist e  The Defenders. Come tutto questo verrà incastrato, e se ci sarà o meno una seconda stagione di questo show, o se confluirà nelle altre serie, sono domande alle quali nessuno può ancora rispondere con certezza... posso dire che abbiamo parlato di alcune cose interessanti per la seconda stagione, ma non posso dire di più. È qualcosa a cui sarebbe fantastico lavorare". Nel novembre 2014, DeKnight disse che "ci saranno probabilmente" più stagioni di Daredevil.
Nell'aprile 2015 Netflix ha rinnovato la serie per una seconda stagione, distribuita nel 2016; Doug Petrie e Marco Ramirez sostituiscono DeKnight come showrunner e produttori esecutivi. Nel luglio 2016 la serie è stata rinnovata per una terza stagione, con Petrie e Ramirez confermati come showrunner.

### Sceneggiatura
Nel settembre 2014, DeKnight, parlando della libertà della serie nell'usare il personaggio, disse che, nonostante la libertà lasciata da Netflix, ci sono delle restrizioni dovute al fatto che si tratta di una proprietà Marvel che deve esistere all'interno di un universo condiviso.
Il CEO di Netflix Ted Sarandos, confrontando la serie con il film del 2003, disse che la serie "non avrà paura di essere più dark. Quel che amiamo di questi personaggi è che sono molto ancorati alla Terra". DeKnight ha in seguito aggiunto che la serie sarà più adulta e cruda rispetto agli altri lavori Marvel, ma che non ci saranno momenti gratuiti di violenza o nudità. "La storia non li richiede e penso che ne soffrirebbe se ci spingessimo così oltre".
Nel dicembre 2014, il presidente della Marvel Television e produttore esecutivo Jeph Loeb disse che "Non ci saranno persone che volano nel cielo; non ci sono martelli magici. Abbiamo sempre visto lo show in primis come una crime-story e poi come uno show di supereroi". DeKnight ha commentato che vede la serie più vicina a show come The Wire che alle classiche serie di supereroi.

### Casting

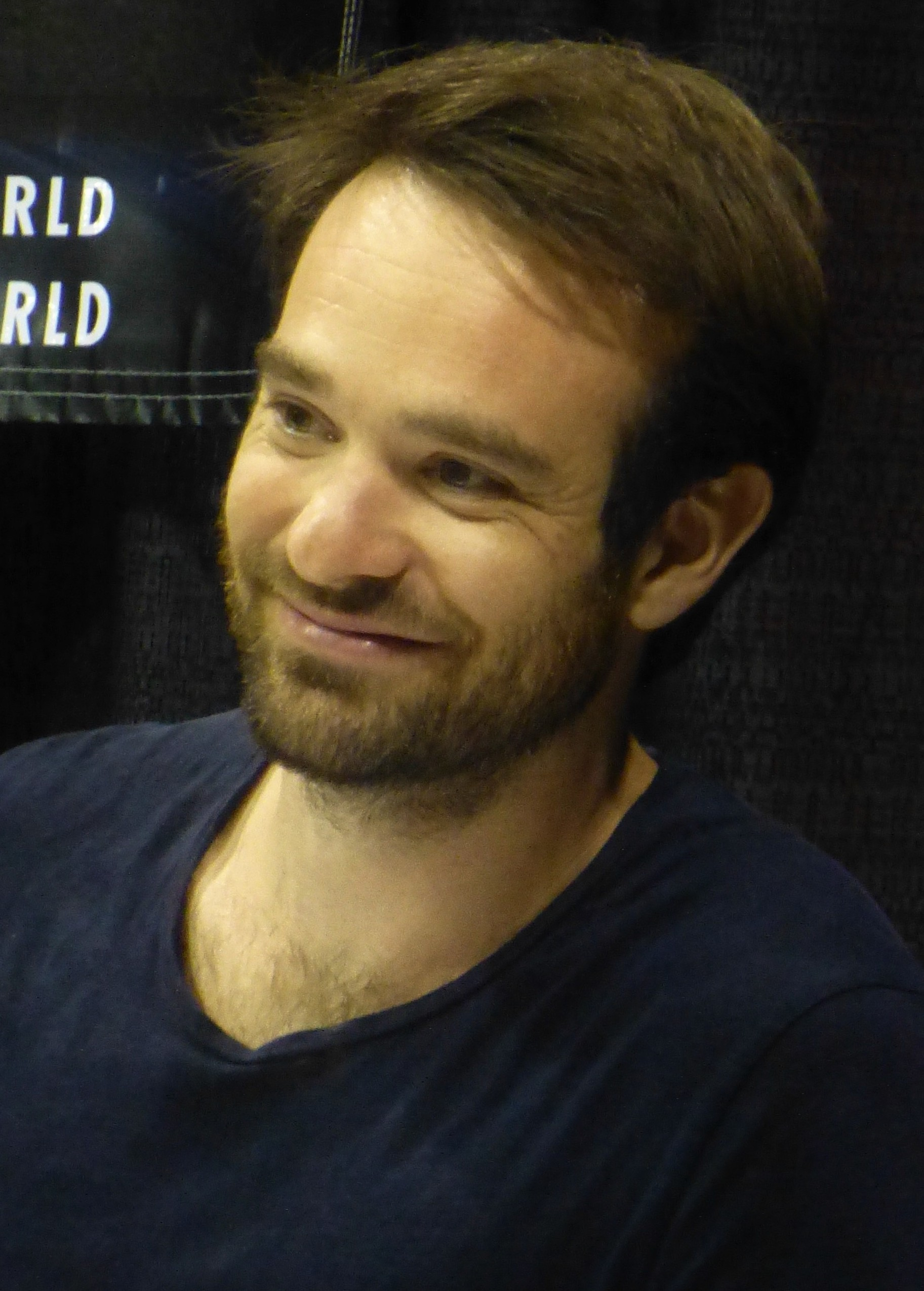
Charlie Cox interpreta Daredevil

Charlie Cox venne scelto come interprete di Daredevil a fine maggio 2014. Il 10 giugno venne annunciato che Vincent D'Onofrio avrebbe interpretato Wilson Fisk, e il 20 giugno si aggiunse al cast Rosario Dawson in un ruolo non specificato. In seguito entrò nel cast Elden Henson come Foggy Nelson, seguito da Deborah Ann Woll come Karen Page. Il primo ottobre è stato rivelato che la Dawson avrebbe interpretato Claire Temple, personaggio basato sia sulla Claire Temple dei fumetti che sull'Infermiera di notte, e venne annunciato che Ayelet Zurer avrebbe interpretato Vanessa Marianna. Sulle scelte di casting DeKnight ha rivelato che "non è importante quanto gli attori assomiglino ai personaggi, ma quanto sentano vicino a loro la parte".
Nella seconda stagione tornano Cox, Woll, Henson e Dawson, ai quali si aggiungono Jon Bernthal nei panni di Frank Castle / Punisher, Élodie Yung nei panni di Elektra, e Stephen Rider nei panni di Blake Tower. Il 13 novembre 2017 sono iniziate le riprese della terza stagione con l'ingresso di Wilson Bethel nel cast fisso nel ruolo di un agente dell'FBI dal nome ancora sconosciuto. Il 25 gennaio 2018 Joanne Whalley entra a far parte della terza stagione nel ruolo di Suor Maggie, madre di Matt Murdock. Nel marzo 2018 anche Jay Ali si unisce al cast principale.

### Design
Matt Murdock all'inizio della serie indossa un costume nero (chiamato "tenuta da vigilante" dalla produzione), ispirato a quello indossato dal personaggio nella miniserie L'uomo senza paura di Frank Miller, piuttosto che al classico costume rosso con le corna. DeKnight ha spiegato che non è stato usato sin dall'inizio il costume classico per sottolineare la formazione di Matt Murdock come Daredevil, in modo che il costume si evolva insieme al personaggio. Ha poi aggiunto che "alla fine indosserà il costume classico, perché non sarebbe Daredevil senza di esso. Arrivare a quella meta è parte del divertimento". La costumista Stephanie Maslansky ha spiegato che è stata una sfida riuscire a creare un costume funzionale, poiché "volevamo qualcosa che avesse un aspetto militare e funzionale, ma anche spettacolare e sexy".

### Riprese
La serie è girata a New York, in zone della città che ricordano la vecchia Hell's Kitchen, e in teatro di posa.

## Colonna sonora
Nell'ottobre 2014 è stato rivelato che John Paesano comporrà le musiche per la serie. Il main theme è stato co-composto da Braden Kimball. La colonna sonora della prima stagione è stata pubblicata su iTunes nell'aprile 2015.

## Distribuzione
La serie è disponibile su Netflix in tutti i territori in cui il servizio è disponibile, anche in Ultra HD 4K. Gli episodi di ogni stagione, come nel caso di altre serie originali Netflix, vengono pubblicati simultaneamente, in modo da incoraggiare il binge watching. La prima stagione è stata distribuita il 10 aprile 2015; In Italia è stata pubblicata il 22 ottobre 2015. La seconda stagione è stata pubblicata il 18 marzo 2016. La terza stagione è stata pubblicata il 19 ottobre 2018. La serie è stata trasmessa in chiaro su Rai 4 dal 15 giugno 2020.
Il 28 febbraio 2022 (in alcuni Paesi il primo marzo), la serie è stata rimossa da Netflix insieme a tutte le serie "Marvel Knights", venendo inserite su Disney+ dal 16 marzo 2022 negli Stati Uniti e dal 29 giugno 2022 in Italia.

## Accoglienza
| Stagione | Responso della critica | Responso della critica |
| Stagione | Rotten Tomatoes        | Metacritic             |
| -------- | ---------------------- | ---------------------- |
| 1        | 99% (72 recensioni)    | 72 (41 recensioni)     |
| 2        | 81% (57 recensioni)    | 68 (13 recensioni)     |
| 3        | 97% (65 recensioni)    | 71 (6 recensioni)      |

### Prima stagione
La prima stagione è stata acclamata dalla critica. Sull'aggregatore di recensioni Rotten Tomatoes ha una percentuale di gradimento del 99% basato su 74 recensioni, con un voto medio di 8 su 10. Il commento del sito recita: "Grazie a una forte aderenza al suo materiale d'origine, alla sua produzione di qualità e a una componente drammatica non irrilevante, Daredevil eccelle come storia d'origini di un supereroe, come procedurale realistico e come un'eccitante avventura d'azione". Su Metacritic ha assegnato alla serie un voto di 75 su 100 basato su 21 recensioni.
Mark Hughes di Forbes, recensendo i primi due episodi, ha scritto: "Molto semplicemente, con Daredevil la Marvel ci regala una delle più grandi storie di origini di un supereroe mai fatte. È alla pari con veri film d'origini come Batman Begins, Iron Man e Superman. Gli episodi sono come dei mini-film, e i primi due episodi avrebbero potuto tranquillamente venire distribuiti come un unico film - con giusto qualche ritocco per dare un tocco più cinematografico - che sarebbe sicuramente stato uno dei migliori film della Marvel." Recensioni positive sono state scritte anche da Brian Lowry di Variety, e Matt Patches di Esquire, secondo il quale "lo show sostituisce l'estetica ad alto contenuto di zuccheri di Iron Man, Thor e Capitan America con un'atmosfera da neo-noir. Goddard e DeKnight inzuppano Daredevil nelle ombre e nel sangue"; Patches ha inoltre lodato le interpretazioni di Cox e D'Onofrio, mentre ha criticato la gestione di una sotto-trama riguardante [Foggy] Nelson e [Karen] Page. Victoria McNally di MTV ha lodato le sequenze di combattimento e la performance di Elden Henson. Infine, Eric Eisenberg di Cinema Blend ha scritto che "i primi cinque episodi sono talmente avvincenti e scioccanti che è difficile immaginare che le cose possano prendere una piega negative [negli altri otto episodi]. È intelligente, divertente, e ha dei momenti così sconvolgenti che dovrete trattenere le urla. È sufficiente dire che la Marvel e Netflix hanno messo a segno l'ennesima rispettiva vittoria". Mike Hale del New York Times è stato meno positivo riguardo alla serie, definendola ordinaria ma ammettendo di aver avuto alte aspettative a causa del suo amore per i fumetti, e "ammirando la cura e la serietà con cui [la serie] è stata fatta." Ha definito la serie lenta, ma rappresenta comunque un piacevole cambiamento rispetto alla norma. Ha parzialmente apprezzato la performance di Cox, lodando la sua interpretazione come Murdock ma criticando quella come Daredevil. Hale ha concluso la recensione dei primi cinque episodi scrivendo che Daredevil è "definitivamente guardabile, [ma non è] il Daredevil che alcuni di noi ricordano."

### Seconda stagione
La seconda stagione ha su Rotten Tomatoes un indice di gradimento del 81%, basato su 58 recensioni; il commento del sito recita: "Sostenuto da impressionanti sequenze d'azione, Daredevil continua a tenere alto in livello nella seconda stagione, anche se le aggiunte di Punisher ed Elektra non riescono a riempire del tutto il vuoto lasciato da Wilson Fisk". Mentre su Metacritic ha un punteggio di 68 su 100 basato su 12 recensioni.
Recensendo i primi sette episodi, Brian Lowry di Variety ha scritto che la seconda stagione comincia "in modo incostante, come se prendesse una deviazione dal look oscuro e realistico dentro il reame dei film di Sam Peckinpah, con proiettili in slow-motion e spruzzate di sangue. Se resterete a guardarlo, tuttavia, lo show sboccerà grazie a diverse sequenze d'azione magnifiche e all'introduzione di personaggi fondamentali come Punisher ed Elektra". Merrill Barr di Forbes ha scritto che "la seconda stagione di Daredevil è più o meno lo stesso eccellente show che era la prima stagione... e quando non lo è, è anche meglio [...] I nuovi membri del cast sono furiosi come molti speravano, e i nuovi showrunner non sbagliano un colpo. Tutto è come dovrebbe essere, e non c'è niente di cui lamentarsi".
Jack Shepard di The Independent è stato più critico, affermando che la battaglia ideologica tra Murdock e Castle "è il cuore di questi primi episodi ma mette anche in evidenza il problema principale di Daredevil", ovvero "l'assenza di un vero cattivo"; tuttavia ha aggiunto che la stagione migliora con il quarto episodio e raggiunge l'apice con il sesto e il settimo episodio, che ha definito "i migliori della stagione finora, preparano la strada per una storia avvincente", e ha lodato le performance di Cox, Henson, Woll, Bernthal e Yung.

### Terza stagione
La terza stagione ha ricevuto il plauso da critica e pubblico, scatenando anche molte critiche online causa la cancellazione della serie da Netflix. Su Rotten Tomatoes ha un indice di gradimento del 97%, basato su 67 recensioni; il commento del sito recita: "The Man with No Fear torna in ottima forma con una terza stagione che inizia in modo noioso e lento ma che gradualmente regala emozioni da fumetto, aiutate in modo incommensurabile dal gradito ritorno del minaccioso Kingpin interpretato da Vincent D'Onofrio."

## Riconoscimenti

### Premio Emmy
- 2015 - Candidatura al miglior design di una sigla per Patrick Clair, Andrew Romatz, Miguel A. Salek, Shahana Khan
- 2015 - Candidatura ai migliori effetti speciali e visivi di supporto per David Van Dyke, Bryan Godwin, Karl Coyner, Steve J. Sanchez, Julie Long, Neiko Nagy, Moshe Swed, Kjell Strode, Pedro Tarrago (per l'episodio Parli del diavolo)
- 2015 - Candidatura al miglior montaggio audio per una serie TV per Lauren Stephens, Jordan Wilby, Joshua Chase, Christian Buenaventura, Greg Vines, Alicia Stevenson, Dawn Lunsford (per l'episodio Parli del diavolo)
- 2016 - Candidatura al miglior montaggio audio in una serie TV per Lauren Stephens, Jordan Wilby, Christian Buenaventura, Greg Vines, Jonathan Golodner, Tiffany S. Griffith, Zane D. Bruce, Lindsay Pepper (per l'episodio Il meglio di New York)
- 2016 - Candidatura al miglior coordinamento stunt per una serie drammatica, miniserie o film per Philip J. Silvera

### Saturn Award
- 2016 - Miglior serie TV new media
- 2016 - Candidatura al miglior attore in una serie TV per Charlie Cox
- 2016 - Candidatura al miglior attore non protagonista in una serie TV per Vincent D'Onofrio
- 2016 - Candidatura al miglior attore guest in una serie TV per Scott Glenn
- 2017 - Candidatura alla miglior serie TV new media
- 2017 - Candidatura al miglior attore in una serie TV per Charlie Cox
- 2019 - Miglior serie Tv di supereroi
- 2019 - Candidatura al miglior attore in una serie TV streaming per Charlie Cox
- 2019 - Candidatura alla miglior attrice non protagonista in una serie TV streaming per Deborah Ann Woll

### Screen Actors Guild Award
- 2016 - Candidatura alle migliori controfigure televisive
- 2017 - Candidatura alle migliori controfigure televisive
- 2019 - Candidatura alle migliori controfigure televisive

## Altri media
Daredevil è la prima delle serie ordinate da Netflix ed è seguita da Jessica Jones, Luke Cage e Iron Fist, le quali hanno portato alla miniserie The Defenders. Nel novembre 2013, il CEO della Disney Bob Iger ha rivelato che se i personaggi dovessero risultare popolari potrebbero essere portati anche sul grande schermo. Nell'agosto 2014 D'Onofrio ha dichiarato che la Marvel ha "dei grossi piani in serbo" per il futuro dopo le serie TV. Nel dicembre 2014 Loeb ha spiegato che "nell'universo Marvel ci sono centinaia di supereroi di ogni tipo, ma i Vendicatori sono qui per salvare il mondo, Daredevil salva il suo quartiere... [la serie] è ambientata nel Marvel Cinematic Universe. È tutto collegato. Ma ciò non vuol dire che possiamo alzare gli occhi al cielo e vedere Iron Man. È semplicemente una parte diversa di New York che ancora non abbiamo visto nei film".
Nel febbraio 2015 Emma Fleisher della Marvel Television ha parlato dell'ambientazione della serie, affermando: "Siamo parte dell'universo Marvel, ma non siamo esplicitamente nel mondo di Agents of S.H.I.E.L.D.. Noi stiamo nel nostro angolo. Gli alieni sono arrivati e hanno distrutto la città, e questa è la storia della ricostruzione di Hell's Kitchen". Ad aprile 2015 Cox ha affermato che un crossover con i film "è possibile". "Penso che ci sia un modo per far convergere questi mondi. Penso che il nostro show sia un tantino diverso nello stile e nel tono rispetto ai film dei Vendicatori, ma è tutto un unico universo e sento che c'è un modo per Daredevil - e Luke Cage e gli altri personaggi di strada - per far parte di quel mondo. Penso che ci debba essere un modo, e penso si tratta di trovare il giusto tono per quel film crossover". Cox ha inoltre rivelato che il suo contratto lo obbliga ad apparire nei film se la Marvel glielo chiedesse.

## Spin-off
Nel gennaio 2016 TVLine riporta che Netflix è al lavoro sulla serie The Punisher, incentrata sull'omonimo personaggio interpretato da Jon Bernthal e introdotto nella seconda stagione della serie. Nell'aprile 2016 viene confermato lo sviluppo della serie e Steve Lightfoot viene annunciato come showrunner e produttore esecutivo. La serie viene pubblicata su Netflix il 17 novembre 2017.